# Koalgebra
{\displaystyle k}-koalgebra (sinonim: kogebra) je par {\displaystyle (C,\Delta )} u kojem je {\displaystyle C} vektorski prostor nad poljem {\displaystyle k} i {\displaystyle \Delta :C\to C\otimes _{k}C} kounitalno koasocijativno preslikavanje kojeg zovemo komnoženje. Koasocijativnost znači da {\displaystyle (\Delta \otimes _{k}id_{C})\circ \Delta =(id_{C}\otimes _{k}\Delta )\circ \Delta }, a kounitalnost znači da postoji (pri tom nužno jedinstveno) {\displaystyle k}-linearno preslikavanje {\displaystyle \epsilon :C\to k}, koje zovemo kojedinicom koalgebre {\displaystyle (C,\Delta )}, i koje zadovoljava uvjet {\displaystyle (\epsilon \otimes _{k}id_{C})\circ \Delta \cong id_{C}\cong (id_{C}\otimes _{k}\epsilon )\circ \Delta }.
U posljednjem identitetu {\displaystyle \cong } označava jednakost preslikavanja do na identifikacije {\displaystyle k\otimes C\cong C\cong C\otimes _{k}k}. Mnogi autori uvode koalgebru kao trojku {\displaystyle (C,\Delta ,\epsilon )}, no u tome nema bitne razlike, s obzirom na to da je kojedinica (ako postoji) jedinstveno određena komnoženjem.
Pojam koalgebre se često gleda u većoj općenitosti u kojoj je {\displaystyle k} komutativni prsten s jedinicom, a {\displaystyle C} je {\displaystyle k}-modul. Još općenitije, kategorija vektorskih prostora može se zamijeniti ma kojom monoidalnom kategorijom {\displaystyle (A,\otimes ,1)}. U toj općenitosti, umjesto riječi koalgebra u monoidalnoj kategoriji {\displaystyle (A,\otimes ,1)} često se rabi termin (unutarnji) komonoid u {\displaystyle (A,\otimes ,1)}. Taj pojam je dvojstven (u smislu dvojstvenosti u teoriji kategorija) pojmu (unutarnjeg) monoida.
Koalgebre su se najprije pojavile u algebarskoj topologiji, u radovima Heinza Hopfa i Normana Steenroda i u prvom sustavnom radu o Hopfovim algebrama Milnora i Moorea. U tim radovima, promatrane su koalgebre u kategorijama graduiranih vektorskih prostora. 

## Vanjske poveznice
- https://ncatlab.org/nlab/show/coalgebra